# Vester Sogn
Vester Sogn er et sogn i Grene Provsti (Ribe Stift).
I 1800-tallet var Vester Sogn anneks til Thyregod Sogn. Begge sogne hørte til Nørvang Herred i Vejle Amt. Thyregod-Vester sognekommune blev ved kommunalreformen i 1970 indlemmet i Give Kommune, som ved strukturreformen i 2007 indgik i Vejle Kommune.
I Vester Sogn ligger Vester Kirke.
I sognet findes følgende autoriserede stednavne:
- Katballe (bebyggelse)
- Lindet (bebyggelse, ejerlav)
- Nørre Risager (bebyggelse)
- Risager (bebyggelse, ejerlav)
- Rørbæk Mark (bebyggelse)
- Skovsbøl (bebyggelse, ejerlav)
- Vesterlund (bebyggelse, ejerlav)